# Les Concerts en Chine
Les Concerts en Chine eller The Concerts in China är ett livealbum av Jean Michel Jarre som gavs ut 1982. Inspelningen skedde under konserter i Peking och Shanghai i oktober 1981. Jarre skrev ett antal nya verk för dessa konserter: Night in Shanghai, Laser Harp, Arpegiator, Orient Express, Souvenir of China och Fishing Junks at Sunset, som framfördes tillsammans med The Peking Conservatoire Symphony Orchestra.

## Låtlista
Alla låtar är skrivna och komponerade av Jean Michel Jarre. 
| Nr  | Titel                                                       | Längd |
| --- | ----------------------------------------------------------- | ----- |
| 1.  | L'Ouverture (The Overture)                                  | 4:47  |
| 2.  | Arpégiateur (Arpeggiator)                                   | 6:52  |
| 3.  | Équinoxe (Part IV)                                          | 7:39  |
| 4.  | Jonques De Pêcheurs Au Crépuscule (Fishing Junks at Sunset) | 9:35  |
| 5.  | Le Orchestre Sous La Pluie (Band in the Rain)               | 1:24  |
| 6.  | Équinoxe (Part VII)                                         | 9:52  |
| 7.  | Orient Express                                              | 4:21  |
| 8.  | Les Chants Magnétiques (Part I)                             | 0:28  |
| 9.  | Les Chants Magnétiques (Part III)                           | 3:48  |
| 10. | Les Chants Magnétiques (Part IV)                            | 6:43  |
| 11. | Harpe Laser (Laser Harp)                                    | 3:26  |
| 12. | Nuit à Shanghai (Night in Shanghai)                         | 7:01  |
| 13. | La Derniere Rumba (The Last Rumba)                          | 2:03  |
| 14. | Les Chants Magnétiques (Part III)                           | 6:19  |
| 15. | Souvenir De Chine (Souvenir of China)                       | 4:00  |

## Medverkande
- Jean Michel Jarre
- Frederic Rousseau
- Dominique Perrier
- Roger Rizzitelli
- Pierre Mourey